# Thryophilus
Thryophilus és un gènere d'ocells de la família dels troglodítids (Troglodytidae) que viu en diferents hàbitats de la zona Neotropical.

## Taxonomia
Segons la Classificació del Congrés Ornitològic Internacional (versió 15.1, 2025) aquest gènere està format per 5 espècies:
- Cargolet de flancs barrats (Thryophilus pleurostictus Sclater, PL, 1860)
- Cargolet blanc-i-rogenc (Thryophilus rufalbus Lafresnaye, 1845)
- Cargolet d'Antioquia (Thryophilus sernai Lara, Cuervo, Valderrama, Calderon-Franco & Cadena, 2012)
- Cargolet de Nicéforo (Thryophilus nicefori Meyer de Schauensee, 1946)
- Cargolet de Sinaloa (Thryophilus sinaloa Baird, SF, 1864)